# San Mamés de Burgos
San Mamés de Burgos est une commune d'Espagne dans la communauté autonome de Castille-et-León, province de Burgos. Elle s'étend sur 5,008 km2 et comptait environ 315 habitants en 2011.